# Полонский, Георгий Исидорович
Гео́ргий Иси́дорович Поло́нский (20 апреля 1939, Москва — 21 сентября 2001, там же) — советский и российский сценарист, поэт, драматург, педагог. Заслуженный деятель искусств Российской Федерации (1997). Лауреат Государственной премии СССР (1970).

## Краткая биография
Родился 12 апреля 1939 года в Москве в семье Исидора Григорьевича Полонского. Стихи писал ещё в школе, показал их Михаилу Светлову, но, получив от него «осторожный отзыв», публиковать их не стал ни тогда, ни после. Участвовал в школьных олимпиадах по литературе в Московском университете, получил в 1957 году первый приз. При этом потерпел неудачу при поступлении на филологический факультет МГУ имени М. В. Ломоносова в 1957 году, и в апелляции получил отказ от декана Р. М. Самарина.
Переехал в Минск, поступил на филфак Белорусского госуниверситета и, проучившись там семестр, перевёлся в МОПИ имени Н. К. Крупской. В те же годы там начинали учиться Камил Икрамов, Олег Чухонцев, Владимир Войнович.
В 1959 году, в результате случайного знакомства с Роланом Быковым, который тогда был главным режиссёром Студенческого театра МГУ, студент МОПИ Георгий Полонский стал заведующим литературной частью этого театра. Окончив МОПИ, короткое время преподавал в Школе № 521 (в наши дни — Школа №625) английский, а также русский язык и литературу. Оставил карьеру учителя в 1965 году и сосредоточился на драматургии: поступил на Высшие сценарные курсы в мастерскую одного из лучших драматургов советского кино И. Г. Ольшанского (окончил в 1967 году). Дипломная работа Г. Полонского — сценарий «Журавль в небе», по которому был снят фильм «Доживём до понедельника», ставший впоследствии культовым. Позже Полонский написал стихи к основной музыкальной теме фильма (композитор Кирилл Молчанов), с 1972 года «Журавлиная песня» стала популярной в исполнении детских хоров.
В 1977—1978 годах Г. Полонский читал курс лекций по кинодраматургии слушателям сценарного отделения Высших курсах сценаристов и режиссёров.
С 1979 по 1988 год писал сказки, адресованные, по его словам, «взрослым, ещё не забывшим своего детства». Особенно широкую известность получили его пьесы «Не покидай…» и «Никто не поверит», по которым Леонид Нечаев снял фильмы «Не покидай» и «Рыжий, честный, влюблённый». Произведения Полонского отличаются оригинальностью и глубоким раскрытием современных чувств и переживаний людей, особенно молодёжи, в героях вымышленных, обитающих в вымышленной реальности.
Любовь к поэзии оказала глубокое влияние на творчество Полонского. Через стихи (написанные для своих героев самим автором) раскрывается красота и страдания их лирических, романтических душ.
Полонский нередко выступал как публицист, осмысляя в печати и по радио те нравственные, педагогические, мировоззренческие проблемы, которые присутствуют в его произведениях.
Скончался на 63-м году жизни от сердечной недостаточности 21 сентября 2001 года. Похоронен в Москве на Донском кладбище (уч. у колумбария 13).
Сын — Дмитрий Полонский (г.р.1966), историк, архивист, переводчик. В детстве сыграл небольшую роль в кинофильме «Перевод с английского» — Ваню, младшего брата главного героя фильма Лени Пушкарева.

## Награды и премии
- Государственная премия СССР (1970) — за сценарий фильма «Доживём до понедельника» (1968)
- Заслуженный деятель искусств Российской Федерации (1997)[11]

## Пьесы
- «Сердце у меня одно» (1961)
- «Два вечера в мае» (1965)
- «Перепёлка в горящей соломе»
- «Побег в Гренаду» (1972)
- «Драма из-за лирики» (1975)
- «Репетитор» (1978)
- «Медовый месяц Золушки» (1986)
- «Короткие гастроли в Берген-Бельзен» (1996)[12]

## Фильмография
- 1968 — Доживём до понедельника
- 1972 — Перевод с английского (совместно с Н. Г. Долининой)
- 1973 — А вы любили когда-нибудь? (совместно с Камилом Икрамовым)
- 1974 — Ваши права? (совместно с А. Савицким)
- 1976 — Ключ без права передачи
- 1984 — Рыжий, честный, влюблённый
- 1987 — Репетитор
- 1989 — Не покидай
- 1992—1995 — Мелочи жизни (серии 3, 18, 23, 37, 47, 50)